# Letargija
Letargija (russisk: Летаргия) er en sovjetisk spillefilm fra 1983 af Valerij Lonskoj.

## Medvirkende
- Andrej Mjagkov som Bekasov
- Natalja Sajko som Olja
- Valentina Panina som Lida
- Rimma Korosteljova som Masja
- Vasilij Botjkarjov som Mikhail Platonovitj